# ساروس خورشیدی ۱۲۳
ساروس ۱۲۳ دوره‌ای زمانی با چرخه‌ای حدود ۱۸ سال و ۱۱ روز و ۸ ساعت (تقریباً ۶۵۸۵ و یک سوم روز) است که شامل ۷۰ خورشیدگرفتگی می‌شود.

## رخدادها
| ساروس | عضو | تاریخ                        | زمان (بزرگ‌ترین) ساعت هماهنگ جهانی | نوع    | مکان طول و عرض جغرافیایی | گاما    | قدر    | گُستره (km) | مدت زمان (دقیقه: ثانیه) | منبع |
| ----- | --- | ---------------------------- | --------------------------------- | ------ | ------------------------ | ------- | ------ | ---------- | ----------------------- | ---- |
| ۱۲۳   | ۱   | ۲۹ آوریل ۱۰۷۴                | ۱:۲۳:۴۶                           | جزئی   | 62.2N 39.8E              | 1.4965  | 0.1151 |            |                         |      |
| ۱۲۳   | ۲   | ۹ مه ۱۰۹۲                    | ۷:۵۵:۰۴                           | جزئی   | 62.8N 67.4W              | 1.4182  | 0.2481 |            |                         |      |
| ۱۲۳   | ۳   | ۲۰ مه ۱۱۱۰                   | ۱۴:۲۲:۲۷                          | جزئی   | 63.6N 173.8W             | 1.3362  | 0.3876 |            |                         |      |
| ۱۲۳   | ۴   | ۳۰ مه ۱۱۲۸                   | ۲۰:۴۵:۵۷                          | جزئی   | 64.5N 80.5E              | 1.2507  | 0.5336 |            |                         |      |
| ۱۲۳   | ۵   | ۱۱ ژوئن ۱۱۴۶                 | ۳:۰۹:۱۵                           | جزئی   | 65.4N 25.5W              | 1.1642  | 0.6817 |            |                         |      |
| ۱۲۳   | ۶   | ۲۱ ژوئن ۱۱۶۴                 | ۹:۳۰:۳۶                           | جزئی   | 66.4N 131.2W             | 1.0754  | 0.8336 |            |                         |      |
| ۱۲۳   | ۷   | ۲ ژوئیه ۱۱۸۲                 | ۱۵:۵۵:۴۸                          | حلقه‌ای | 74.6N 120.1E             | ۰٫۹۸۹۲  | ۰٫۹۳۶۸ | -          | ۳ دقیقه و ۵۰ ثانیه      |      |
| ۱۲۳   | ۸   | ۱۲ ژوئیه ۱۲۰۰                | ۲۲:۲۲:۵۰                          | حلقه‌ای | 83.6N 101.5W             | ۰٫۹۰۳۹  | ۰٫۹۴۰۹ | ۵۲۱        | ۴ دقیقه و ۱۲ ثانیه      |      |
| ۱۲۳   | ۹   | ۲۴ ژوئیه ۱۲۱۸                | ۴:۵۵:۳۵                           | حلقه‌ای | 72.3N 135.3E             | ۰٫۸۲۲۵  | ۰٫۹۴۲۵ | ۳۷۶        | ۴ دقیقه و ۳۴ ثانیه      |      |
| ۱۲۳   | ۱۰  | ۳ اوت ۱۲۳۶                   | ۱۱:۳۳:۰۳                          | حلقه‌ای | 61.9N 29.8E              | ۰٫۷۴۴۱  | ۰٫۹۴۳۲ | ۳۱۴        | ۴ دقیقه و ۵۷ ثانیه      |      |
| ۱۲۳   | ۱۱  | ۱۴ اوت ۱۲۵۴                  | ۱۸:۱۹:۴۳                          | حلقه‌ای | 52.6N 75.8W              | ۰٫۶۷۲۶  | ۰٫۹۴۳۳ | ۲۸۲        | ۵ دقیقه و ۲۳ ثانیه      |      |
| ۱۲۳   | ۱۲  | ۲۵ اوت ۱۲۷۲                  | ۱:۱۳:۴۵                           | حلقه‌ای | 43.9N 177.3E             | ۰٫۶۰۶۷  | ۰٫۹۴۳  | ۲۶۴        | ۵ دقیقه و ۵۰ ثانیه      |      |
| ۱۲۳   | ۱۳  | ۵ سپتامبر ۱۲۹۰               | ۸:۱۷:۱۰                           | حلقه‌ای | 35.8N 68.4E              | ۰٫۵۴۸   | ۰٫۹۴۲۴ | ۲۵۳        | ۶ دقیقه و ۱۷ ثانیه      |      |
| ۱۲۳   | ۱۴  | ۱۵ سپتامبر ۱۳۰۸              | ۱۵:۳۰:۰۲                          | حلقه‌ای | 28.2N 42.6W              | ۰٫۴۹۶۴  | ۰٫۹۴۱۷ | ۲۴۷        | ۶ دقیقه و ۴۳ ثانیه      |      |
| ۱۲۳   | ۱۵  | ۲۶ سپتامبر ۱۳۲۶              | ۲۲:۵۳:۵۳                          | حلقه‌ای | 21.3N 156.1W             | ۰٫۴۵۳۱  | ۰٫۹۴۰۹ | ۲۴۴        | ۷ دقیقه و ۷ ثانیه       |      |
| ۱۲۳   | ۱۶  | ۷ اکتبر ۱۳۴۴                 | ۶:۲۶:۵۷                           | حلقه‌ای | 15.1N 88.4E              | ۰٫۴۱۷   | ۰٫۹۴۰۲ | ۲۴۲        | ۷ دقیقه و ۲۹ ثانیه      |      |
| ۱۲۳   | ۱۷  | ۱۸ اکتبر ۱۳۶۲                | ۱۴:۰۹:۲۷                          | حلقه‌ای | 9.6N 29.1W               | ۰٫۳۸۷۹  | ۰٫۹۳۹۷ | ۲۴۱        | ۷ دقیقه و ۴۸ ثانیه      |      |
| ۱۲۳   | ۱۸  | ۲۸ اکتبر ۱۳۸۰                | ۲۲:۰۰:۴۷                          | حلقه‌ای | 4.9N 148.4W              | ۰٫۳۶۵۶  | ۰٫۹۳۹۵ | ۲۴۰        | ۸ دقیقه و ۱ ثانیه       |      |
| ۱۲۳   | ۱۹  | ۹ نوامبر ۱۳۹۸                | ۶:۰۰:۳۴                           | حلقه‌ای | 1.1N 90.5E               | ۰٫۳۴۹۳  | ۰٫۹۳۹۷ | ۲۳۸        | ۸ دقیقه و ۷ ثانیه       |      |
| ۱۲۳   | ۲۰  | ۱۹ نوامبر ۱۴۱۶               | ۱۴:۰۵:۵۵                          | حلقه‌ای | 1.8S 31.6W               | ۰٫۳۳۷   | ۰٫۹۴۰۴ | ۲۳۴        | ۸ دقیقه و ۵ ثانیه       |      |
| ۱۲۳   | ۲۱  | ۳۰ نوامبر ۱۴۳۴               | ۲۲:۱۷:۳۴                          | حلقه‌ای | 3.7S 155W                | ۰٫۳۲۹   | ۰٫۹۴۱۶ | ۲۲۹        | ۷ دقیقه و ۵۴ ثانیه      |      |
| ۱۲۳   | ۲۲  | ۱۱ دسامبر ۱۴۵۲               | ۶:۳۱:۵۳                           | حلقه‌ای | 4.8S 81.1E               | ۰٫۳۲۲۴  | ۰٫۹۴۳۴ | ۲۲۱        | ۷ دقیقه و ۳۲ ثانیه      |      |
| ۱۲۳   | ۲۳  | ۲۲ دسامبر ۱۴۷۰               | ۱۴:۴۹:۰۵                          | حلقه‌ای | 4.9S 43.4W               | ۰٫۳۱۷۵  | ۰٫۹۴۵۸ | ۲۱۰        | ۷ دقیقه و ۲ ثانیه       |      |
| ۱۲۳   | ۲۴  | ۱ ژانویه ۱۴۸۹                | ۲۳:۰۴:۲۷                          | حلقه‌ای | 4.3S 167.5W              | ۰٫۳۱۰۲  | ۰٫۹۴۸۹ | ۱۹۷        | ۶ دقیقه و ۲۴ ثانیه      |      |
| ۱۲۳   | ۲۵  | ۱۳ ژانویه ۱۵۰۷               | ۷:۲۰:۱۰                           | حلقه‌ای | 3S 68.3E                 | ۰٫۳۰۲۴  | ۰٫۹۵۲۶ | ۱۸۱        | ۵ دقیقه و ۴۲ ثانیه      |      |
| ۱۲۳   | ۲۶  | ۲۳ ژانویه ۱۵۲۵               | ۱۵:۳۱:۲۱                          | حلقه‌ای | 1.2S 54.8W               | ۰٫۲۸۹۷  | ۰٫۹۵۶۹ | ۱۶۳        | ۴ دقیقه و ۵۸ ثانیه      |      |
| ۱۲۳   | ۲۷  | ۳ فوریه ۱۵۴۳                 | ۲۳:۳۸:۵۲                          | حلقه‌ای | 1N 177W                  | ۰٫۲۷۳۵  | ۰٫۹۶۱۷ | ۱۴۳        | ۴ دقیقه و ۱۴ ثانیه      |      |
| ۱۲۳   | ۲۸  | ۱۴ فوریه ۱۵۶۱                | ۷:۳۹:۲۱                           | حلقه‌ای | 3.4N 62.6E               | ۰٫۲۵۰۷  | ۰٫۹۶۷  | ۱۲۲        | ۳ دقیقه و ۳۰ ثانیه      |      |
| ۱۲۳   | ۲۹  | ۲۵ فوریه ۱۵۷۹                | ۱۵:۳۴:۴۷                          | حلقه‌ای | 6N 56.4W                 | ۰٫۲۲۲۹  | ۰٫۹۷۲۸ | ۱۰۰        | ۲ دقیقه و ۴۸ ثانیه      |      |
| ۱۲۳   | ۳۰  | ۱۷ مارس ۱۵۹۷                 | ۲۳:۲۲:۳۹                          | حلقه‌ای | 8.4N 173.3W              | ۰٫۱۸۷۸  | ۰٫۹۷۸۸ | ۷۷         | ۲ دقیقه و ۸ ثانیه       |      |
| ۱۲۳   | ۳۱  | ۲۹ مارس ۱۶۱۵                 | ۷:۰۳:۲۴                           | حلقه‌ای | 10.7N 71.7E              | ۰٫۱۴۶۱  | ۰٫۹۸۵۱ | ۵۳         | ۱ دقیقه و ۲۸ ثانیه      |      |
| ۱۲۳   | ۳۲  | ۸ آوریل ۱۶۳۳                 | ۱۴:۳۷:۰۶                          | حلقه‌ای | 12.4N 41.2W              | ۰٫۰۹۷۶  | ۰٫۹۹۱۳ | ۳۱         | ۰ دقیقه و ۵۱ ثانیه      |      |
| ۱۲۳   | ۳۳  | ۱۹ آوریل ۱۶۵۱                | ۲۲:۰۴:۳۷                          | حلقه‌ای | 13.7N 152.4W             | ۰٫۰۴۳۳  | ۰٫۹۹۷۶ | ۸          | ۰ دقیقه و ۱۴ ثانیه      |      |
| ۱۲۳   | ۳۴  | ۳۰ آوریل ۱۶۶۹                | ۵:۲۶:۰۷                           | مرکب   | 14.1N 98.2E              | -۰٫۰۱۷۱ | ۱٫۰۰۳۶ | ۱۳         | ۰ دقیقه و ۲۲ ثانیه      |      |
| ۱۲۳   | ۳۵  | ۱۱ مه ۱۶۸۷                   | ۱۲:۴۲:۲۸                          | مرکب   | 13.6N 9.9W               | -۰٫۰۸۲۸ | ۱٫۰۰۹۴ | ۳۳         | ۰ دقیقه و ۵۷ ثانیه      |      |
| ۱۲۳   | ۳۶  | ۲۲ مه ۱۷۰۵                   | ۱۹:۵۵:۰۶                          | مرکب   | 12.2N 117W               | -۰٫۱۵۲۵ | ۱٫۰۱۴۷ | ۵۱         | ۱ دقیقه و ۳۲ ثانیه      |      |
| ۱۲۳   | ۳۷  | ۳ ژوئن ۱۷۲۳                  | ۳:۰۵:۱۳                           | کامل   | 9.6N 136.1E              | -۰٫۲۲۵۱ | ۱٫۰۱۹۶ | ۶۹         | ۲ دقیقه و ۵ ثانیه       |      |
| ۱۲۳   | ۳۸  | ۱۳ ژوئن ۱۷۴۱                 | ۱۰:۱۲:۴۸                          | کامل   | 6N 29.4E                 | -۰٫۳۰۰۷ | ۱٫۰۲۳۹ | ۸۵         | ۲ دقیقه و ۳۵ ثانیه      |      |
| ۱۲۳   | ۳۹  | ۲۴ ژوئن ۱۷۵۹                 | ۱۷:۲۰:۵۹                          | کامل   | 1.4N 78.1W               | -۰٫۳۷۶۸ | ۱٫۰۲۷۵ | ۱۰۱        | ۲ دقیقه و ۵۹ ثانیه      |      |
| ۱۲۳   | ۴۰  | ۵ ژوئیه ۱۷۷۷                 | ۰:۲۹:۲۹                           | کامل   | 4.2S 173.7E              | -۰٫۴۵۳۱ | ۱٫۰۳۰۵ | ۱۱۵        | ۳ دقیقه و ۱۷ ثانیه      |      |
| ۱۲۳   | ۴۱  | ۱۶ ژوئیه ۱۷۹۵                | ۷:۴۱:۳۶                           | کامل   | 10.4S 63.8E              | -۰٫۵۲۷۴ | ۱٫۰۳۲۷ | ۱۳۰        | ۳ دقیقه و ۲۶ ثانیه      |      |
| ۱۲۳   | ۴۲  | ۲۷ ژوئیه ۱۸۱۳                | ۱۴:۵۵:۳۵                          | کامل   | 17.4S 47.4W              | -۰٫۶۰۰۶ | ۱٫۰۳۴۱ | ۱۴۴        | ۳ دقیقه و ۲۷ ثانیه      |      |
| ۱۲۳   | ۴۳  | ۷ اوت ۱۸۳۱                   | ۲۲:۱۵:۵۹                          | کامل   | 24.9S 160.9W             | -۰٫۶۶۹۱ | ۱٫۰۳۴۹ | ۱۵۸        | ۳ دقیقه و ۲۰ ثانیه      |      |
| ۱۲۳   | ۴۴  | ۱۸ اوت ۱۸۴۹                  | ۵:۴۰:۴۹                           | کامل   | 32.9S 83.5E              | -۰٫۷۳۴۳ | ۱٫۰۳۴۹ | ۱۷۲        | ۳ دقیقه و ۷ ثانیه       |      |
| ۱۲۳   | ۴۵  | خورشیدگرفتگی ۲۹ اوت ۱۸۶۷     | ۱۳:۱۳:۰۷                          | کامل   | 41.1S 34.9W              | -۰٫۷۹۴  | ۱٫۰۳۴۴ | ۱۸۹        | ۲ دقیقه و ۵۱ ثانیه      |      |
| 123   | 46  | September ۸, ۱۸۸۵            | ۲۰:۵۱:۵۲                          | کامل   | 49.6S 156.5W             | -۰٫۸۴۸۹ | ۱٫۰۳۳۲ | ۲۱۱        | ۲ دقیقه و ۳۱ ثانیه      |      |
| ۱۲۳   | ۴۷  | خورشیدگرفتگی ۲۱ سپتامبر ۱۹۰۳ | ۴:۳۹:۵۲                           | کامل   | 58S 77.2E                | -۰٫۸۹۶۷ | ۱٫۰۳۱۶ | ۲۴۱        | ۲ دقیقه و ۱۲ ثانیه      |      |
| ۱۲۳   | ۴۸  | خورشیدگرفتگی ۱ اکتبر ۱۹۲۱    | ۱۲:۳۵:۵۸                          | کامل   | 66.1S 56.1W              | -۰٫۹۳۸۳ | ۱٫۰۲۹۳ | ۲۹۱        | ۱ دقیقه و ۵۲ ثانیه      |      |
| ۱۲۳   | ۴۹  | خورشیدگرفتگی ۱۲ اکتبر ۱۹۳۹   | ۲۰:۴۰:۲۳                          | کامل   | 72.8S 155.1E             | -۰٫۹۷۳۷ | ۱٫۰۲۶۶ | ۴۱۸        | ۱ دقیقه و ۳۲ ثانیه      |      |
| ۱۲۳   | ۵۰  | خورشیدگرفتگی ۲۳ اکتبر ۱۹۵۷   | ۴:۵۴:۰۲                           | کامل   | 71.2S 23.1W              | 1.0022  | 1.0013 | -          | -                       |      |
| ۱۲۳   | ۵۱  | خورشیدگرفتگی ۳ نوامبر ۱۹۷۵   | ۱۳:۱۵:۵۴                          | جزئی   | 70.4S 161.7W             | -1.0248 | 0.9588 |            |                         |      |
| ۱۲۳   | ۵۲  | خورشیدگرفتگی ۱۳ نوامبر ۱۹۹۳  | ۲۱:۴۵:۵۱                          | جزئی   | 69.6S 58.3E              | -1.0411 | 0.928  |            |                         |      |
| ۱۲۳   | ۵۳  | خورشیدگرفتگی ۲۵ نوامبر ۲۰۱۱  | ۶:۲۱:۲۴                           | جزئی   | 68.6S 82.4W              | -1.0536 | 0.9047 |            |                         |      |
| ۱۲۳   | ۵۴  | خورشیدگرفتگی ۵ دسامبر ۲۰۲۹   | ۱۵:۰۳:۵۸                          | جزئی   | 67.5S 135.7E             | -1.0609 | 0.8911 |            |                         |      |
| ۱۲۳   | ۵۵  | خورشیدگرفتگی ۱۶ دسامبر ۲۰۴۷  | ۲۳:۵۰:۱۲                          | جزئی   | 66.4S 6.6W               | -1.0661 | 0.8816 |            |                         |      |
| ۱۲۳   | ۵۶  | خورشیدگرفتگی ۲۷ دسامبر ۲۰۶۵  | ۸:۳۹:۵۶                           | جزئی   | 65.4S 149.2W             | -1.0688 | 0.8769 |            |                         |      |
| ۱۲۳   | ۵۷  | خورشیدگرفتگی ۷ ژانویه ۲۰۸۴   | ۱۷:۳۰:۲۳                          | جزئی   | 64.4S 68.5E              | -1.0715 | 0.8723 |            |                         |      |
| ۱۲۳   | ۵۸  | ۱۹ ژانویه ۲۱۰۲               | ۲:۲۱:۳۰                           | جزئی   | 63.5S 73.6W              | -1.0741 | 0.8682 |            |                         |      |
| ۱۲۳   | ۵۹  | ۳۰ ژانویه ۲۱۲۰               | ۱۱:۰۹:۵۶                          | جزئی   | 62.7S 145.3E             | -1.0792 | 0.8594 |            |                         |      |
| ۱۲۳   | ۶۰  | ۹ فوریه ۲۱۳۸                 | ۱۹:۵۵:۲۳                          | جزئی   | 62.1S 5.1E               | -1.0872 | 0.8453 |            |                         |      |
| ۱۲۳   | ۶۱  | ۲۱ فوریه ۲۱۵۶                | ۴:۳۶:۰۲                           | جزئی   | 61.6S 133.7W             | -1.0995 | 0.823  |            |                         |      |
| ۱۲۳   | ۶۲  | ۳ مارس ۲۱۷۴                  | ۱۳:۱۱:۵۴                          | جزئی   | 61.3S 88.7E              | -1.1162 | 0.7924 |            |                         |      |
| ۱۲۳   | ۶۳  | ۱۳ مارس ۲۱۹۲                 | ۲۱:۴۰:۰۰                          | جزئی   | 61.1S 46.8W              | -1.1395 | 0.7491 |            |                         |      |
| ۱۲۳   | ۶۴  | ۲۶ مارس ۲۲۱۰                 | ۶:۰۱:۵۷                           | جزئی   | 61.1S 179.2E             | -1.168  | 0.6954 |            |                         |      |
| ۱۲۳   | ۶۵  | ۵ آوریل ۲۲۲۸                 | ۱۴:۱۵:۳۶                          | جزئی   | 61.3S 47.3E              | -1.2036 | 0.6279 |            |                         |      |
| ۱۲۳   | ۶۶  | ۱۶ آوریل ۲۲۴۶                | ۲۲:۲۳:۲۴                          | جزئی   | 61.6S 83.2W              | -1.2445 | 0.5498 |            |                         |      |
| ۱۲۳   | ۶۷  | ۲۷ آوریل ۲۲۶۴                | ۶:۲۱:۴۱                           | جزئی   | 62.1S 148.5E             | -1.2931 | 0.4564 |            |                         |      |
| ۱۲۳   | ۶۸  | ۸ مه ۲۲۸۲                    | ۱۴:۱۵:۱۶                          | جزئی   | 62.7S 21.3E              | -1.3458 | 0.3545 |            |                         |      |
| ۱۲۳   | ۶۹  | ۱۹ مه ۲۳۰۰                   | ۲۲:۰۰:۳۹                          | جزئی   | 63.4S 104.1W             | -1.4049 | 0.2399 |            |                         |      |
| ۱۲۳   | ۷۰  | ۳۱ مه ۲۳۱۸                   | ۵:۴۲:۳۳                           | جزئی   | 64.2S 131.2E             | -1.467  | 0.1192 |            |                         |      |